# Désastre des feux d'artifice d'Enschede
Le désastre des feux d'artifice d'Enschede (Vuurwerkramp en néerlandais, littéralement « désastre des feux d'artifice ») est causé par un feu qui brûle un entrepôt de feux d'artifice le 13 mai 2000, dans la partie est de la ville d'Enschede, aux Pays-Bas.

## Causes
En apparence, l'incendie débute dans la zone de travail du bâtiment central où quelque 900 kg de feux d'artifice sont stockés. Ce feu s'étend à deux conteneurs pleins qui sont entreposés illégalement en dehors du bâtiment. Une réaction en chaîne conduit finalement à l'allumage, entraînant l’explosion de 177 tonnes de feux d'artifice.
Une hypothèse quant à l'ampleur de la catastrophe est que les travailleurs ont accidentellement laissé ouvertes les portes intérieures qui auraient pu contenir le feu et le souffle. La survenue d’une telle explosion était théoriquement peu probable car les feux d'artifice étaient stockés dans des soutes spécialement conçues pour minimiser le risque.
La semaine avant l'explosion, les autorités attestent que les feux sont aux normes, et que les feux d'artifice ont été importés légalement, inspectés et déclarés sûrs. Après l'incendie, de nombreux habitants des quartiers pauvres touchés comme Roombeek se plaignent de la négligence délibérée du gouvernement néerlandais, et estiment que cet accident aurait pu être évité[réf. nécessaire].
Le même jour se déroule le concours Eurovision de la chanson 2000 auquel les Pays-Bas participent. Les lignes téléphoniques, avec lesquelles les téléspectateurs néerlandais peuvent voter, sont alors fermées et utilisées pour les familles des victimes du désastre. Ce sont les votes du jury de secours qui sont pris en compte.

## Dégâts
L'incendie provoque une énorme explosion qui entraîne la mort de 23 personnes (dont quatre pompiers) et fait 947 blessés. 40 hectares sont brûlés dans l'incendie. La plus grosse explosion est ressentie jusqu'à 30 kilomètres à la ronde. Environ 1 500 maisons sont endommagées ou détruites, laissant 1 250 personnes sans abri. Les dommages matériels sont estimés à plus de 450 millions d'euros.